# Hobart International 2024
Hobart International 2024 byl tenisový turnaj na ženském profesionálním okruhu WTA Tour hraný v Hobartském mezinárodním tenisovém centru. Dvacátý devátý ročník Hobart International probíhal mezi 8. a 13. lednem 2024 v australském Hobartu na dvorcích s tvrdým povrchem GreenSet.
Turnaj dotovaný 267 082 dolarů patřil do kategorie WTA 250. Nejvýše nasazenou singlistkou se stala dvacátá devátá tenistka světa a dvojnásobná šampionka Elise Mertensová z Belgie, která prohrála ve finále. Třetí nasazená Číňanka Ču Lin vyhrála při třetí účasti v Hobartu první zápasy, když postoupila do čtvrtfinále. Jako poslední přímá účastnice do dvouhry nastoupila italská 61. hráčka žebříčku Lucia Bronzettiová.
V důsledku invaze Ruska na Ukrajinu na konci února 2022 řídící organizace tenisu ATP, WTA a ITF s grandslamy rozhodly, že ruští a běloruští tenisté mohli dále na okruzích startovat, ale do odvolání nikoli pod vlajkami Ruska a Běloruska.
První singlový titul na okruhu WTA Tour vybojovala 22letá Američanka Emma Navarrová a poprvé v kariéře se posunula  do elitní světové třicítky. Čtyřhru ovládly Tchajwanka Čan Chao-čching s Mexičankou Giulianou Olmosovou, které získaly první společnou trofej.

## Rozdělení bodů a finančních odměn

### Rozdělení bodů
| Soutěž  | Soutěž      | vítězky | finalistky | semifinalistky | čtvrtfinalistky | 16 v kole | 32 v kole | Q  | Q2 | Q1 |
| ------- | ----------- | ------- | ---------- | -------------- | --------------- | --------- | --------- | -- | -- | -- |
| dvouhra | [ 3 ] [ 7 ] | 250     | 163        | 98             | 54              | 30        | 1         | 18 | 12 | 1  |
| čtyřhra | [ 8 ]       | 250     | 163        | 98             | 54              | 1         | —         | —  | —  | —  |

### Finanční odměny
| Soutěž                                | Soutěž      | vítězky  | finalistky | semifinalistky | čtvrtfinalistky | 16 v kole | 32 v kole | Q2      | Q1      |
| ------------------------------------- | ----------- | -------- | ---------- | -------------- | --------------- | --------- | --------- | ------- | ------- |
| dvouhra                               | [ 3 ] [ 7 ] | 35 250 $ | 20 830 $   | 11 610 $       | 6 608 $         | 4 040 $   | 2 890 $   | 2 140 $ | 1 380 $ |
| čtyřhra                               | [ 8 ]       | 12 820 $ | 7 210 $    | 4 140 $        | 2 470 $         | 1 900 $   | —         | —       | —       |
| částka ve čtyřhrách je uvedena na pár |             |          |            |                |                 |           |           |         |         |

## Ženská dvouhra

### Nasazení
| Stát                         | Hráčka            | WTA | Nasazení |
| ---------------------------- | ----------------- | --- | -------- |
| Belgie                       | Elise Mertensová  | 30. | 1.       |
| USA                          | Emma Navarrová    | 31. | 2.       |
| Čína                         | Ču Lin            | 33. | 3.       |
| Čína                         | Wang Sin-jü       | 35. | 4.       |
| Česko                        | Marie Bouzková    | 36. | 5.       |
| USA                          | Sofia Keninová    | 37. | 6.       |
| Česko                        | Linda Nosková     | 40. | 7.       |
| Francie                      | Varvara Gračovová | 42. | 8.       |
| Německo                      | Tatjana Mariová   | 43. | 9.       |
| Žebříček WTA k 1. lednu 2024 |                   |     |          |

### Jiné formy účasti
Následující hráčky obdržely divokou kartu do hlavní soutěže:
- Olivia Gadecká
- Sofia Keninová
- Darja Savilleová

Následující hráčka měla obdržet zvláštní výjimku: 
- Wang Si-jü

Následující hráčky si zajistily postup do hlavní soutěže v kvalifikaci:
- Magdalena Fręchová
- Viktorija Golubicová
- Jüan Jüe
- Camila Osoriová
- Julia Putincevová
- Anna Karolína Schmiedlová

Následující hráčky postoupily z kvalifikace jako šťastné poražené:
- Linda Fruhvirtová
- Nadia Podoroská
- Viktorija Tomovová

### Odhlášení
před zahájením turnaje
- Rebeka Masárová → nahradila ji  Viktorija Tomovová
- Linda Nosková → nahradila ji  Nadia Podoroská
- Wang Si-jü → nahradila ji  Linda Fruhvirtová

## Ženská čtyřhra

### Nasazení
| Stát                                                                     | Hráčka              | Stát     | Hráčka            | WTA  | Nasazení |
| ------------------------------------------------------------------------ | ------------------- | -------- | ----------------- | ---- | -------- |
| USA                                                                      | Desirae Krawczyková | Japonsko | Ena Šibaharaová   | 30.  | 1.       |
| Čínská Tchaj-pej                                                         | Čan Chao-čching     | Mexiko   | Giuliana Olmosová | 44.  | 2.       |
| Japonsko                                                                 | Eri Hozumiová       | Japonsko | Makoto Ninomijová | 96.  | 3.       |
| Kazachstán                                                               | Anna Danilinová     | Ukrajina | Nadija Kičenoková | 102. | 4.       |
| Žebříček WTA k 1. lednu 2024; číslo je součtem umístění obou členek páru |                     |          |                   |      |          |

### Jiné formy účasti
Následující páry obdržely divokou kartu:
- Kimberly Birrellová /  Olivia Gadecká
- Elysia Boltonová /  Alexandra Bozovicová

## Přehled finále

### Ženská dvouhra
- Emma Navarrová vs.  Elise Mertensová, 6–1, 4–6, 7–5

### Ženská čtyřhra
- Čan Chao-čching /  Giuliana Olmosová vs.  Kuo Chan-jü /  Ťiang Sin-jü, 6–3, 6–3